# Jimmy McCulloch
James 'Jimmy' McCulloch (n. 4 iunie 1953 - d. 27 septembrie 1979) a fost un muzician scoțian născut în Glasgow, cel mai cunoscut ca și chitarist în trupa lui Paul McCartney, Wings din 1974 până în 1977. Înainte de asta, McCulloch fusese membru al formației One in a Milion - un grup psihedelic din Glasgow, dar și al trupelor Thunderclap Newman și Stone the Crows. A apărut și pe o serie de albume printre care Whistle Rhymes din 1972 al lui John Entwistle, pe care a cântat la chitară solo pe două cântece alături de Peter Frampton - "Apron Strings" și "I Feel Better". McCulloch era prieten cu formația The Who iar grupul său Thunderclap Newman a fost creat și produs de Pete Townshend.